# Onufri
Onufri, oppure Onufri da Elbasan o Onufri di Neokastres (Berat/Kastoria, XVI secolo – XVI secolo), è stato un pittore e presbitero albanese.

## Biografia
Onufri nacque a Berat o a Kastoria, educato nella Repubblica di Venezia e membro della Confraternita greca di Venezia, fu attivo intorno alla metà del XVI secolo,nel sud dell'Albania e nel sud-ovest della Macedonia, e diventò celebre per le sue icone di stile bizantino, ma anche per i ritratti, paesaggi e chiese.
Onufri visse in un periodo particolarmente difficile, perché gli Ottomani conquistarono l’Albania con Maometto II dopo la morte dell’eroe nazionale Giorgio Castriota Scanderbeg, e quindi gran parte della popolazione si convertì alla religione islamica. Onufri, dipinse soprattutto icone che esprimevano un forte senso di libertà e di resistenza all'invasore Ottomano sia in senso nazionalistico sia in senso religioso.
Poche sono le notizie biografiche del pittore, che fino al 1547 dipinse a Berat, prima di soggiornare a Kastoria e dal 1555 si trasferì a Shelcan, vicino a Elbasan per concludere la sua carriera nel villaggio di Valsh.
I suoi affreschi sono conservati a Shpati (Elbasan), nelle chiese di Santa Veneranda di Valësh e San Nicola di Shelcan.Lavorò anche nella chiesa di San Teodoro a Berat, dove sono esposte le sue opere più importanti.
Prete ortodosso, si mise in evidenza e si distinse dagli artisti contemporanei per l'inserimento di elementi realistici nella staticità convenzionale dell'arte bizantina,quali paesaggi urbani e vedute compagnole, ma anche personaggi presi dalla realtà quotidiana.
Le sue opere presentarono influenze occidentali, rinascimentali italiane, veneziane ed europee, brillantemente miscelate col forte colorismo della pittura religiosa bizantina, che diedero al suo stile caratteristiche e forme personali, originali.
Le sue figure, pur mantenendo la solenne e severa dignità di atteggiamento tipica della pittura classica bizantina, manifestarono ed espressero sia negli sguardi sia nell'abbigliamento tipi umani presenti nella società albanese,umanizzando i suoi personaggi con la raffigurazione della loro interiorità.
I suoi dipinti più conosciuti sono Davide e Il Profeta sconosciuto nella chiesa di Shelcan, Donne piangenti sotto la Croce in quella di Valësh.
Molti dei suoi dipinti sono conservati ed esposti nel Museo Iconografico di Onufri in un'antica chiesa nella città di Berat.
Fondò anche una scuola per la pittura delle icone, i cui insegnamenti proseguirono dopo la sua morte grazie all'impegno del figlio Nicola e dei suoi seguaci Onufri Kiprioti e Konstantin Shpataraku.
Quindi l'arte di Onufri fu proseguita, parzialmente, dal figlio Nicola, suo allievo, che restaurò la chiesa di Santa Maria di Vlaherna a Berat, caratterizzandosi per la tendenza a rispettare la tradizionale arte bizantina. Invece altri pittori albanesi contemporanei vennero influenzati maggiormente da Onufri e seguirono raffigurazioni artistiche intrise di elementi etnici, come testimoniano affreschi di numerose cappelle della città di Berat.
Un grande editore di libri in Albania porta il suo nome (Casa editrice Onufri).

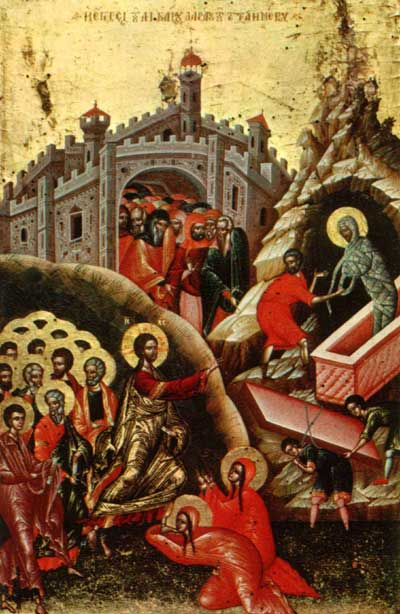
La resurrezione di Lazzaro, Museo di arte medievale a Coriza
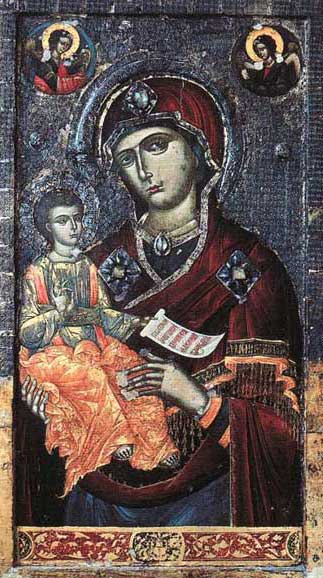
Madonna con Bambino
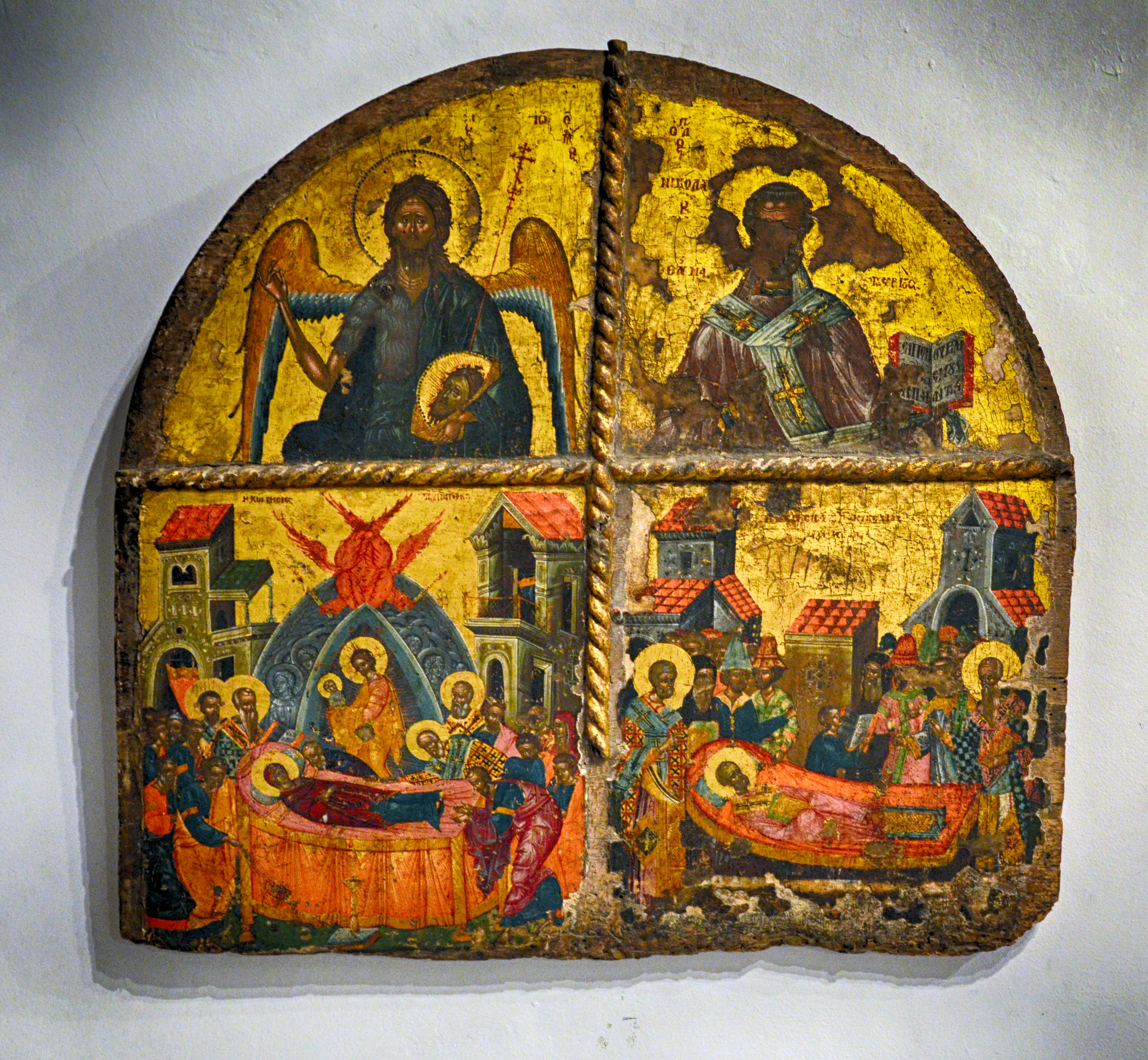
Iconostasi con le scene di Giovanni Battista, San Nicola, Dormizione della Vergine Maria, Dormizione di San Nicola, Museo Onufri, Berat
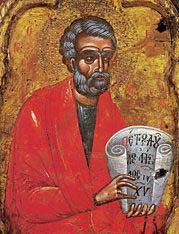
Icona dell'apostolo Pietro, dipinto da Nicola, figlio di Onufri, Museo Onufri, Berat